# NASA TV
NASA TV (ursprungligen NASA Select) är en TV-kanal från USA:s federala statsmakt och dess organ NASA.  NASA TV sänds via satellit med samsändning över Internet.  Lokala kabel-TV system i USA och relästationer för amatörtelevision kan ta med NASA TV i deras kanalutbud om de önskar utan att betala extra, då material skapat av NASA anses vara arbete av den federala statsmakten och är därför upphovsrättsligt i public domain.  Tjänsten skapades formellt på tidigt 1980-talet för att tillhandahålla NASA chefer och ingenjörer med direktsänd video av uppdrag. NASA har drivit televisionstjänsten sedan början av rymdprogrammet för arkiveringssyften, och för att tillhandahålla medier med videoupptagningar. Kanalen sänder i 720p HDTV.